# Berardius
Berardius is een geslacht van walvissen uit de familie der spitssnuitdolfijnen (Ziphiidae).

## Soorten
Er bestaan drie soorten in dit geslacht:
- Berardius arnuxii – Zuidelijke zwarte dolfijn of spitssnuitdolfijn van Arnoux
- Berardius bairdii – Zwarte dolfijn
- Berardius minimus[2]